# Joe Hyams
Joseph „Joe“ Hyams (* 6. Juni 1923 in Cambridge, Massachusetts; † 8. November 2008 in Denver, Colorado) war ein US-amerikanischer Journalist und Schriftsteller.

## Karriere
Hyams war Kriegsberichterstatter im Zweiten Weltkrieg, später Kolumnenautor für die New York Herald Tribune in Hollywood. Er ist außerdem Autor mehrerer Sachbücher, zahlreicher Drehbücher und zweier Romane.
Er schrieb über diverse Hollywood-Größen wie Humphrey Bogart und Lauren Bacall und verfasste eine James-Dean-Biografie. Des Weiteren schrieb er über Zen und Kampfkünste. Hyams war unter anderem Kenpo-Karate-Schüler von Ed Parker und trainierte Jeet Kune Do bei Bruce Lee.
Joe Hyams heiratete 1964 die deutsche Schauspielerin Elke Sommer, von der er 1981 kinderlos geschieden wurde. Bei seinem Tod 2008 hinterließ er seine vierte Frau Melissa sowie zwei Söhne und zwei Töchter.